# 安托万·里夏尔
安托万·里夏尔（法語：Antoine Richard，1960年9月8日—），法国男子田径运动员。他曾代表法国参加1980年和1984年夏季奥林匹克运动会田径比赛，其中1980年奥运会获得一枚铜牌。